# Rodrigo Prieto
Rodrigo Prieto (Cidade do México, 23 de Novembro de 1965) é um diretor de fotografia mexicano. Foi indicado ao Oscar de melhor cinematografia em quatro ocasiões: por Brokeback Mountain, Silence, The Irishman e Killers of the Flower Moon.

## Filmografia
- Killers of the Flower Moon (2023)
- Barbie (2023)
- The Glorias (2020)
- The Irishman (2019)
- Passengers (2016)
- Silence (2016)
- The Wolf of Wall Street (2013)
- Argo (2012)
- Biutiful (2010)
- Babel (2006)
- Brokeback Mountain (2005)
- 21 Grams (2003)
- Amores perros (2001)